# Farid Ouramdane
Pas d'image ? Cliquez ici

a Compétitions nationales et continentales officielles uniquement.

Farid Ouramdane, né le 20 avril 1975 à Arles (Bouches-du-Rhône), est un joueur français de rugby à XIII et de rugby à XV évoluant au poste de centre.
Originaire d'Arles, il rejoint jeune la formation du SO Avignon avec lequel il effectue ses premiers pas en senior puis rejoint le RC Albi et l'AS Saint-Estève. Avec ce dernier, il remporte le Championnat de France de rugby à XIII en 1998 et la Coupe de France de rugby à XIII en 1998.
Il décide ensuite de changer de code pour rejoindre le rugby à XV à la suite des conseils de Jacques Fouroux, disputant des saisons au sein des clubs du FC Auch (avec Régis Pastre-Courtine), du RC Nîmois, de l'AS Montferrand (il ne joue aucun match officiel), du Valence sportif et du Castres olympique.

## Palmarès

### Rugby à XIII
- Collectif :
  - Vainqueur du Championnat de France : 1997, 1998 (Saint-Estève).
  - Vainqueur de la Coupe de France : 1998 (Saint-Estève).